# Palazzetto Tornabuoni
Il Palazzetto Tornabuoni (per distinguerlo dall'antistante palazzo Tornabuoni) si trova in via de' Tornabuoni 17 a Firenze, tra il palazzo Viviani Della Robbia e il palazzo Larderel.

## Storia
Il vasto edificio è il risultato dell'accorpamento di più edifici dei Giacomini e degli Strozzi nel XVIII secolo, ad opera dei Tornabuoni, dai quali prese il nome la strada per la presenza, sull'altro lato, del vasto palazzo Tornabuoni, il principale della famiglia. Prima dell'allargamento di via Tornabuoni i due palazzi si trovavano molto più vicini, e questo palazzo ne era una sorta di dépendance. Solo tra il 1857 e il 1867 il palazzo principale della famiglia venne fatto arretrare ricostruendone la facciata.
Poco prima erano stati aperti, su questo palazzo, i fondi commerciali al pian terreno, quando la strada aveva raggiunto un alto valore commerciale.

## Descrizione
Il "palazzetto" è caratterizzato in facciata da un ampio portale affiancato da altri portali ad arco per botteghe e laboratori, dove oggi trovano posto eleganti negozi tipici della strada. I due piani superiori presentano due file di nove finestre ad arco, sottolineate dai marcapiano e dalle cornici in pietra coi conci disposti a raggiera e la chiave di volta a "goccia", secondo uno stile tipicamente fiorentino. Due piccoli stemmi dei Tornabuoni si trovano ai lati della facciata.
Una galleria commerciale interna collega con passaggi pedonali il fronte su via Tornabuoni con quello retrostante su via delle Belle Donne.
Oggi, il locale che ospitava la "Profumeria inglese", fondata nel 1843 e la prima a vendere il borotalco, accoglie la boutique monomarca fiorentina Hogan , dotata ancora del mobilio originale del XIX secolo.
L'intero palazzo nel corso del 2016 ha subito un massiccio intervento interno di risanamento conservativo. Dallo stesso anno ospita la sede fiorentina di Istituto Marangoni, scuola di moda e design che accoglie ogni anno centinaia di studenti da tutto il mondo.